# Miss World 2004
| Data:                | 6 grudnia 2004                        |
| Kraj:                | Chiny                                 |
| Miasto:              | Sanya                                 |
| Gala finałowa:       | Crown of Beauty Theatre               |
| Liczba uczestniczek: | 107                                   |
| Zwyciężczyni:        | María Julia Mantilla García, Peru     |
| Poprzedniczka:       | Rosanna Davison, Irlandia             |
| Następczyni:         | Unnur Birna Vilhjálmsdóttir, Islandia |
| -------------------- | ------------------------------------- |

Miss World 2004 – były to 54. wybory Miss World. Konkurs odbył się 6 grudnia 2004 r. Miss World 2003 przekazała koronę swojej następczyni - 20-letniej Maríi Julii Mantilii Garcíi. W tej edycji konkursu wzięło udział 107 państw. W porównaniu z 53. edycją konkursu wybrano 5 półfinalistek mniej, tj. 15; 5 z nich wybrano w minikonkursach (tzw. fast track), pozostałe 10 zostało wyłonionych z głosowania widzów z całego świata, którzy po raz pierwszy mogli głosować na swoje faworytki. 

## Wyniki

### Miejsca
| Wyniki finału   | Uczestniczka/Uczestniczki |
| --------------- | --- |
| Miss World 2004 | - Peru – María Julia Mantilla García |
| 1. wicemiss     | - Dominikana – Claudia Cruz |
| 2. wicemiss     | - Stany Zjednoczone – Nancy Randall |
| Finalistki      | - Polska – Katarzyna Borowicz - Filipiny – Maria Karla Bautista |
| Półfinalistki   | - Antigua – Shermain Jeremy - Australia – Sarah Davies - Chiny – Yang Jin - Czechy – Jana Doleželová - Meksyk – Yessica Ramírez - Nigeria – Anita Uwagbale - Rosja – Tatiana Sidorchuk - Trynidad i Tobago – Kenisha Thom - Walia – Amy Guy - Wietnam – Nguyễn Thị Huyền |

### Kontynentalne Królowe Piękności
| Kontynent      | Uczestniczka                        |
| -------------- | ----------------------------------- |
| Afryka         | - Nigeria – Anita Uwagbale          |
| Ameryki        | - Stany Zjednoczone – Nancy Randall |
| Azja i Oceania | - Filipiny – Maria Karla Bautista   |
| Europa         | - Polska – Katarzyna Borowicz       |
| Karaiby        | - Dominikana – Claudia Cruz         |

## Minikonkursy gwarantujące miejsce w półfinale -fast track

### Miss Plaży
- Zwyciężczyni: Stany Zjednoczone
- 1. wicemiss: Australia
- 2. wicemiss: Trynidad i Tobago
- Finalistki: Boliwia, Brazylia, Dominikana, Ekwador, Meksyk, Paragwaj, Polska
- Półfinalistki: Aruba, Bośnia i Hercegowina, Czechy, Francja, Liban, Panama, Uganda, Ukraina, Wenezuela, Węgry,

### Miss Sportu
- Zwyciężczyni: Walia
- 1. wicemiss: Australia
- 2. wicemiss: (remis) Peru, Trynidad i Tobago
- Finalistki: Antigua, Fidżi, Holandia, Islandia, Rosja, Tajlandia

### Miss Talentu
- Zwyciężczyni: Antigua
- 1. wicemiss: Chiny
- 2. wicemiss: Barbados
- Półfinalistki: Aruba, Australia, Bahamy, Botswana, Brazylia, Chile, Czechy, Ekwador, Estonia, Fidżi, Filipiny, Gibraltar, Hiszpania, Korea, Peru, Rosja, Tajlandia, Tajwan, Trynidad i Tobago, Uganda, Włochy, Zambia

### Top Modelka
- Zwyciężczyni: Meksyk
- 1. wicemiss: Angola
- 2. wicemiss: Belgium
- Finalistki: Czechy, Grecja, Polska, Portoryko, Rosja, Tajwan, Trynidad i Tobago
- Półfinalistki: Aruba, Botswana, Bułgaria, Chiny, Cypr, Gruzja,  Hiszpania, Indie,  Kostaryka, Stany Zjednoczone

### Wybór uczestniczek
- Zwyciężczyni: Australia
- 2. miejsce: Stany Zjednoczone
- 3. miejsce: Peru

Zwyciężczynie minikonkursów otrzymały dodatkowo 25 punktów do liczby punktów uzyskanych w głosowaniu widzów.

## Nagrody specjalne
- Najlepszy Projektant Sukienki: Ellen Petri (Belgia)
- Stypendium Miss World: Tonoya Toyloy (Jamajka)

## Uczestniczki
- Albania – Agnesa Vuthaj
- Anglia – Danielle Lloyd
- Angola – Silvia Anair Joao de Deus
- Antigua i Barbuda – Shermain Jeremy
- Argentyna – Veronica Estarriaga
- Aruba – Luisana Cicilia
- Australia – Sarah Davies
- Bahamy – Brianna Clarke
- Barbados – Kennifer Marius
- Belgia – Ellen Petri
- Białoruś – Olga Antropova
- Boliwia – María Nuvia Montenegro
- Bośnia i Hercegowina – Njegica Balorda
- Botswana – Juby Peacock
- Brazylia – Iara Maria Resende Azevedo
- Bułgaria – Gergana Guncheva
- Chile – Veronica Paz Roberts
- Chiny – Yang Jin
- Chorwacja – Ivana Žnidarić
- Curaçao – Sue-Ann Hudson
- Cypr – Constantina Evripidou
- Czechy – Jana Doleželová
- Dania – Line Solling Larsen
- Dominikana – Claudia Cruz
- Egipt – Heba El-Sisy
- Ekwador – Cristina Eugenia Reyes
- Estonia – Moonika Tooming
- Etiopia – Sayat Demessie
- Fidżi – Aishwarya Sukhdeo
- Filipiny – Maria Karla Bautista
- Finlandia – Nina Johanna Tikanmaki
- Francja – Lætitia Marcinak
- Ghana – Serena Roye
- Gibraltar – Helen Gustafson
- Grecja – Maria Spiridaki
- Gruzja – Salome Chikviladze
- Gujana – Suzette Marissa Shim
- Gwadelupa – Jennifer Desbouiges
- Hiszpania – Maite Medina Cerrato
- Holandia – Miranda Slabber
- Honduras – Kimberley McNab
- Hongkong – Queenie Chu
- Indie – Sayali Bhagat
- Irlandia – Natasha Nic Gairbheith
- Irlandia Północna – Kirsty Stewart
- Islandia – Hugrun Hardardóttir
- Izrael – Rita Lokin
- Jamajka – Tonoya Toyloy
- Japonia – Minako Goto
- Kajmany – Stacy Ann-Rose Kelly
- Kanada – Tijana Arnautović
- Kazachstan – Aleksandra Kazakova
- Kenia – Juliet Ochieng
- Kolumbia – Paola Andrea Mariño

- Korea Południowa – Han Kyoung-jin
- Kostaryka – Shirley Calvo
- Liban – Nadine Noujeim
- Litwa – Agnė Maliaukaitė
- Łotwa – Agnese Eiduka
- Macedonia Północna – Sara Lesi
- Malezja – Gloria Ting
- Malta – Antonella Vella
- Mauritius – Magali Antoo
- Meksyk – Yessica Ramírez
- Mołdawia – Marina Chivaciuc
- Namibia – Adele Basson
- Nepal – Payal Shakya
- Niemcy – Inka Weickel
- Nigeria – Anita Uwagbale
- Nikaragua – Anielka María Sánchez
- Norwegia – Hege Tørresdal
- Nowa Zelandia – Amber Peebles
- Panama – Melissa del Mar Piedrahita
- Paragwaj – Tania María Domanickzy
- Peru – María Julia Mantilla García
- Polska – Katarzyna Borowicz
- Portoryko – Cassandra Castro
- Portugalia – Patricia Oliveira
- Południowa Afryka – Joan Ramagoshi
- Rosja – Tatiana Sidorchuk
- Rumunia – Adina Maria Cotuna
- Saint Lucia – Sascha Andrew-Rose
- Salwador – Andrea Denise Muschenborn
- Serbia i Czarnogóra – Jelena Pejic
- Singapur – Lisa Huang
- Słowacja – Maria Sandorova
- Słowenia – Živa Vadnov
- Sri Lanka – Anarkalli Aakarsha
- Stany Zjednoczone – Nancy Randall
- Szkocja – Lois Weatherup
- Szwajcaria – Fiona Hefti
- Szwecja – Helena Hjertonsson
- Tajlandia – Nikallaya Abdul Dulaya
- Chińskie Tajpej –  Dorothy Chu Yi-Hui
- Tanzania – Faraja Kotta
- Trynidad i Tobago – Kenisha Thom
- Turcja – Nur Gumusdograyan
- Turks i Caicos – Beryl Handfield
- Uganda – Barbara Kimbugwe
- Ukraina – Lesya Matveyeva
- Walia – Amy Guy
- Wenezuela – Andrea Milroy
- Węgry – Veronika Orban
- Wietnam – Nguyễn Thị Huyền
- Włochy – Valeria Altobelli
- Zambia – Rosemary Chileshe
- Zimbabwe – Oslie Muringai

## Notatki dot. krajów uczestniczących

### Debiuty
- Fidżi

### Powracające państwa i terytoria
Ostatnio uczestniczące w 1988:
- Turks i Caicos

Ostatnio uczestniczące w 1993:
- Salwador

Ostatnio uczestniczące w 1994:
- Saint Lucia

Ostatnio uczestniczące w 1997:
- Egipt

Ostatnio uczestniczące w 2000:
- Chińskie Tajpej
- Honduras

Ostatnio uczestniczące w 2002:
- Ghana

### Państwa i terytoria rezygnujące

#### Nieznane powody braku uczestnictwa w konkursie
- Gwatemala
- Mariany Północne
- Suazi
- Urugwaj

### Państwa i terytoria nieuczestniczące
- Austria – Silvia Hackl zrezygnowała z udziału w konkursie w ostatniej chwili z powodów osobistych.